# Wojciech Święcki
Wojciech Święcki (ur. 1823 lub 1827 w Warszawie (?), zm. 27 marca 1873 w Paryżu) – polski rzeźbiarz.

## Życiorys
Od 1845 przez trzy lata studiował w Szkole Sztuk Pięknych w pracowni Konstantego Hegla, po ukończeniu nauki współpracował z odlewnią należącą do Karola Juliusza Mintera. W 1860 wyjechał na rok do Paryża, powrócił do Warszawy na rok i jesienią 1862 opuścił miasto na zawsze. Podróżował do Rio de Janeiro, skąd w 1866 przeniósł się do Paryża gdzie mieszkał do śmierci. Utrzymywał stały kontakt z ojczyzną, jego prace uczestniczyły w wystawach organizowanych w warszawskim Towarzystwie Zachęty Sztuk Pięknych i krakowskim Towarzystwie Przyjaciół Sztuk Pięknych. Mieszkając we Francji podróżował m.in. do Londynu i Brukseli.

## Twórczość
Tworzył rzeźby architektoniczne, nagrobne, popiersia, rzadziej statuetki i medaliony, w czasach współczesnych artyście były bardzo popularne. Charakteryzowała je różna tematyka, reprezentowały różne style tj. neoklasycyzm, romantyzm i realizm. Wojciech Święcki starał się złamać obowiązujące wówczas kanony i porzucić panujące konwencje. Do współczesnych czasów z bogatego dorobku artysty przetrwała znikoma część, nieliczne egzemplarze znajdują się w Muzeum Narodowym w Warszawie, w Krakowie i w kolekcjach prywatnych.
Na cmentarzu Powązkowskim zachował się wykonany przez niego, wg projektu Ignacy Gierdziejewskiego, pomnik nagrobny kompozytora Józefa Elsnera przedstawiający anioła.